# Jim Jinkins
Jim Jinkins est un scénariste, réalisateur et producteur de télévision américain né le 8 août 1953 à Richmond en Virginie.

## Filmographie

### Réalisateur
- 1989 : Buy Me That! A Kids' Survival Guide to TV Advertising
- 1994 : Allegra's Window : 3 épisodes
- 1996 : Doug : 1 épisode
- 1998 : Les Tifoudoux
- 2004 : Hoop Dogz: God Good. Idols Bad!

### Scénariste
- 1994-9998 : Doug : 117 épisodes
- 1994-9998 : Allegra's Window : 3 épisodes
- 1998 : Les Tifoudoux
- 1999-9998 : Doug, le film
- 1999-9998 : Little People Big Discoveries
- 2001-9998 : Stanley : 14 épisodes
- 2006-9998 : Pinky Dinky Doo

### Producteur
- 1991-1999 : Doug : 82 épisodes
- 1993 : Beast Learning Songs Video Ever!
- 1993 : Best Busy People Video Ever!
- 1994 : Best Sing-Along Mother Goose Video Ever!
- 1994 : Best Silly Stories and Songs Video Ever!
- 1994-1998 : Allegra's Window : 22 épisodes
- 1995 : The Beginner's Bible: The Story of Easter
- 1995 : Beginner's Bible for Kids: The Story of David and Goliath
- 1997-1998 : Les 101 Dalmatiens, la série : 65 épisodes
- 2001 : Les Tifoudoux : 1 épisode
- 2001-2003 : Stanley : 17 épisodes
- 2003 : JoJo's Circus
- 2004 : Hoop Dogz: God Good. Idols Bad!
- 2005 : Pinky Dinky Doo
- 2006 : Stanley's Dinosaur Round-Up